# Aulacodes heptopis
Aulacodes heptopis là một loài bướm đêm trong họ Crambidae.